# Dálniční přivaděč 5 (Slovensko)
Dálniční přivaděč 5 (slovensky Diaľničný privádzač 5) (PD 5) je dálniční přivaděč na Slovensku, který se nachází v Trenčíně. Začíná na křižovatce se silnicí I/61 na Bratislavské ulici, odkud pokračuje na sever a napojuje se na dálnici D1. Celková délka přivaděče je 2,175 km